# Харшаньи, Николас
Николас Харшаньи (англ. Nicholas Harsanyi, собственно Миклош Харшаньи, венг. Harsányi Miklós; 17 декабря 1913, Будапешт — 19 июля 1987, Таллахасси) — американский дирижёр и музыкальный педагог венгерского происхождения.
Окончил по классу скрипки Будапештскую академию музыки (1936), где среди его учителей были Енё Хубай, Эрнст Донаньи, Золтан Кодай и Лео Вейнер. Студентом играл на альте в струнном квартете Pro Ideale (примариус Михай Кутнер). В 1938 году эмигрировал в США, в 1943 году получил американское гражданство.
В годы Второй мировой войны сперва преподавал в Вестминстерском хоровом колледже в Принстоне. Затем поступил на военную службу и дирижировал армейским оркестром. После войны в 1945—1947 гг. играл на альте в квартете Енё Ленера, совершив с ним продолжительный гастрольный тур по Южной Америке, Карибскому бассейну, Европе и Северной Африке. В 1948 г. вернулся в Вестминстерский хоровой колледж как заведующий кафедрой инструментальной музыки, непродолжительное время играл также в квартете Рота. Одновременно с преподаванием в колледже с 1953 года преподавал также в Принстонском университете, дирижировал камерными оркестрами в Филадельфии, Мэдисоне и Трентоне, в 1964—1970 гг. возглавлял новосозданный Принстонский камерный оркестр. В принстонские годы часто музицировал вместе с Альбертом Эйнштейном в ходе приватных музыкальных вечеров в доме великого физика.
В 1970—1979 гг. работал в городе Уинстон-Сейлем как декан отделения музыки Школы искусств Университета Северной Каролины и руководитель оркестра школы. В 1980 г. основал Симфонический оркестр Таллахасси и возглавлял его до конца жизни.
Жена (с 1952 г.) — певица Дженис Харшаньи.